# Allendale (South Carolina)
Allendale ist eine Stadt im US-Bundesstaat South Carolina. Die Stadt ist der Verwaltungssitz des Allendale County. Das U.S. Census Bureau hat bei der Volkszählung 2020 eine Einwohnerzahl von 2694 ermittelt.

## Geographie
Allendale liegt im Zentrums von Allendale County. Die U.S. Highway 301 und U.S. Highway 278 kreuzen sich in Allendale. Der US 301 führt 20 km nach Osten an die Grenze zu Georgia die hier vom Savannah River gebildet wird. Der US 278 führt 25 km nach Norden nach Barnwell und 22 km nach Südosten nach Hampton, die jeweiligen Verwaltungssitze der gleichnamigen, angrenzenden Countys.

## Geschichte
Am 20. Dezember 1873 wurde die Stadt Allendale von der Generalversammlung gegründet. Allendale wurde nach einer bekannten Familie der Region benannt. Mit der Gründung von Allendale County im Jahr 1919 wurde die Stadt zum Sitz von Allendale County.
Die Bedeutung der US 301 als Verbindung von Florida nach Delaware nahm mit dem Bau der Interstate 95 ab.
Das Allendale County Courthouse, die Antioch Christian Church, das Erwin House, die Gravel Hill Plantation, der Red Bluff Flint Quarries, die Roselawn und die Smyrna Baptist Church werden im National Register of Historic Places geführt.

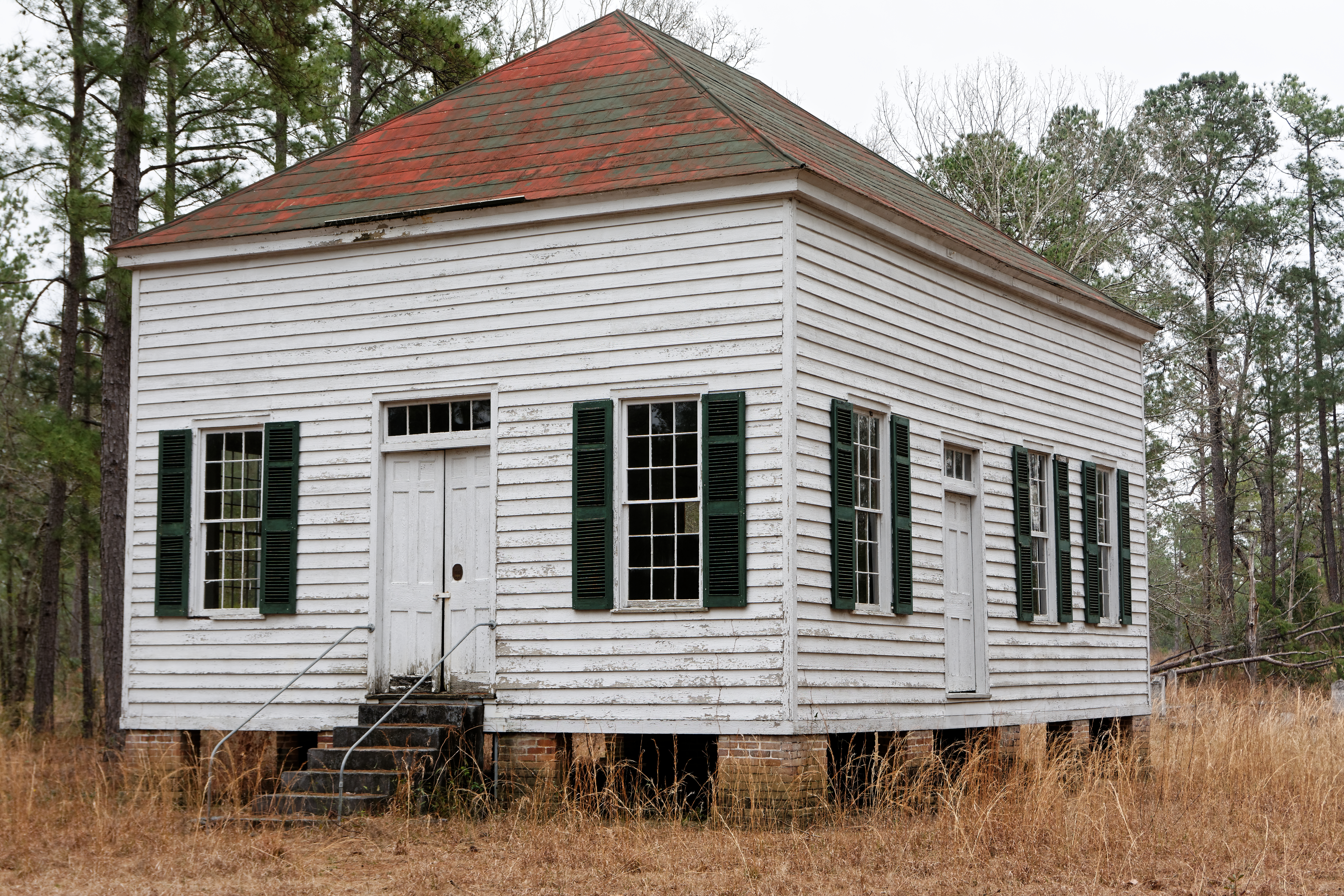
Antioch Christian Church
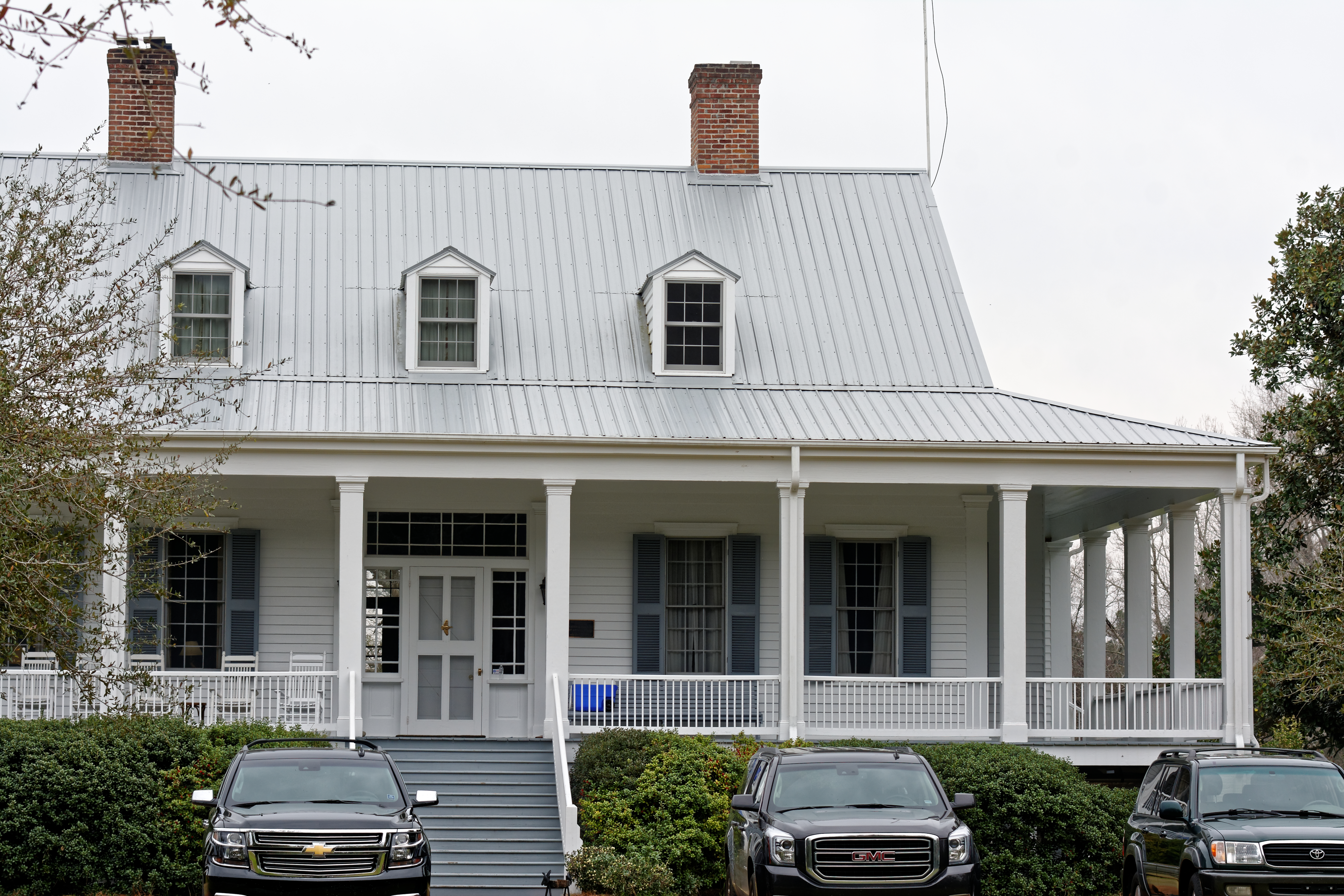
Erwin House
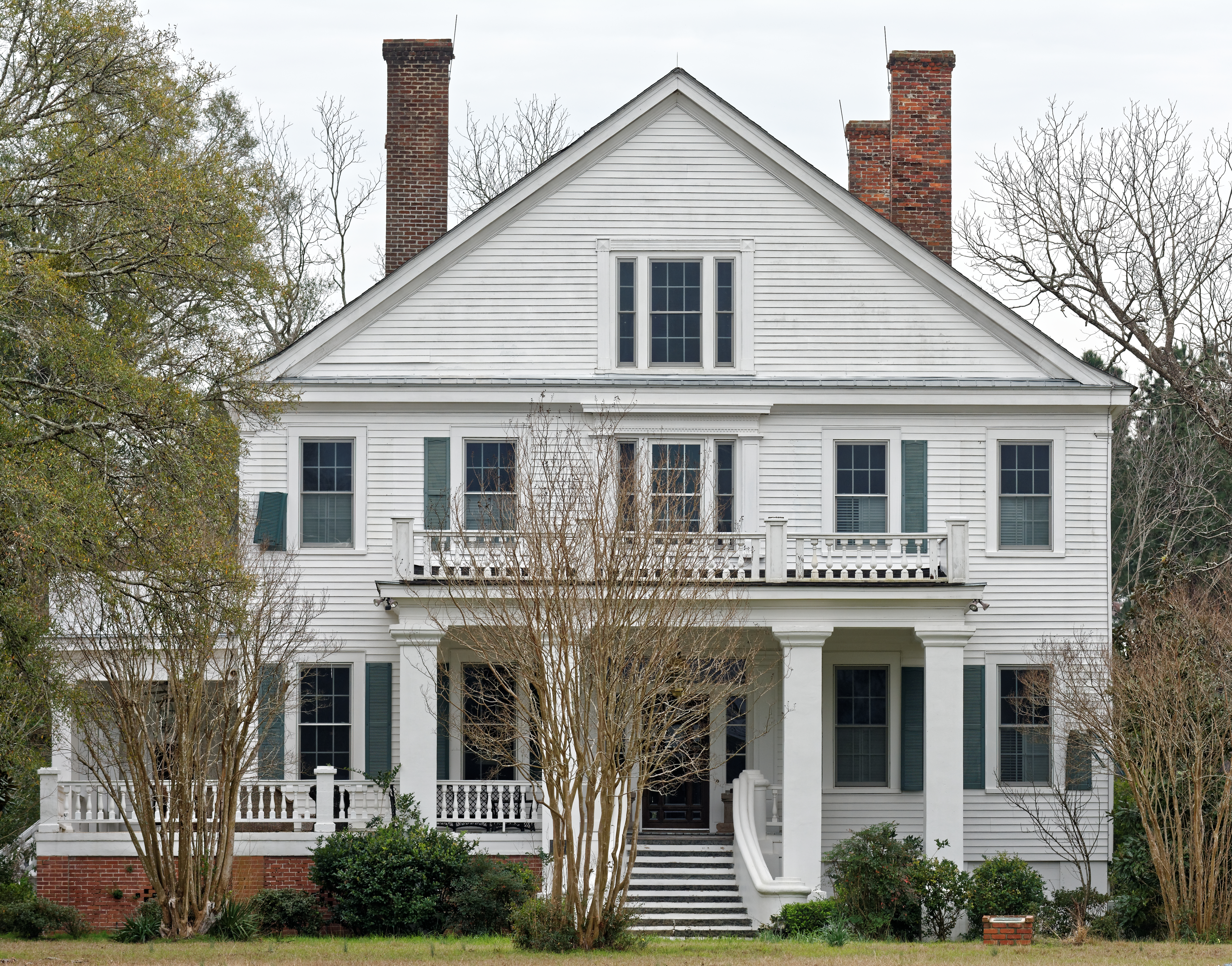
Gravel Hill Plantation
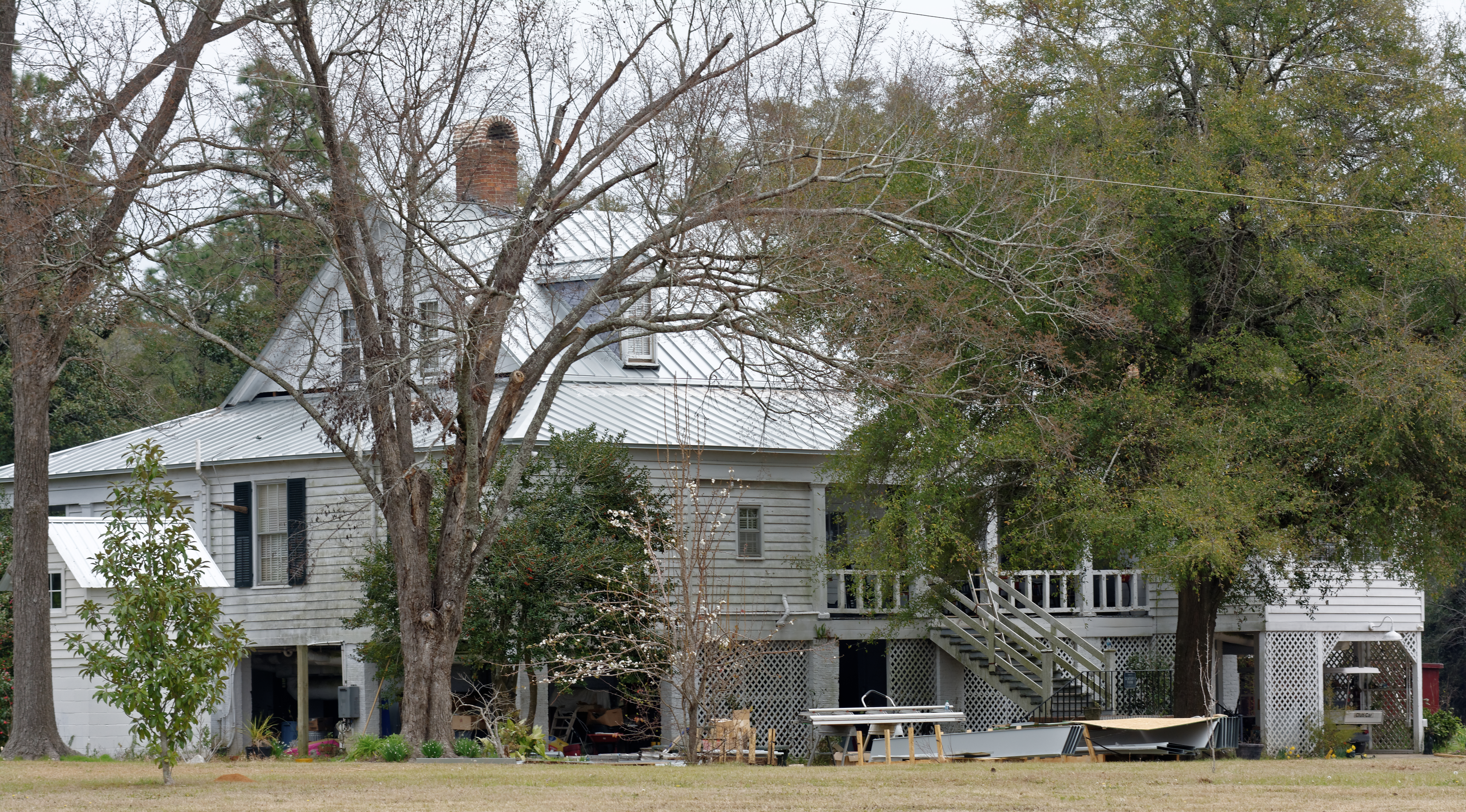
Roselawn
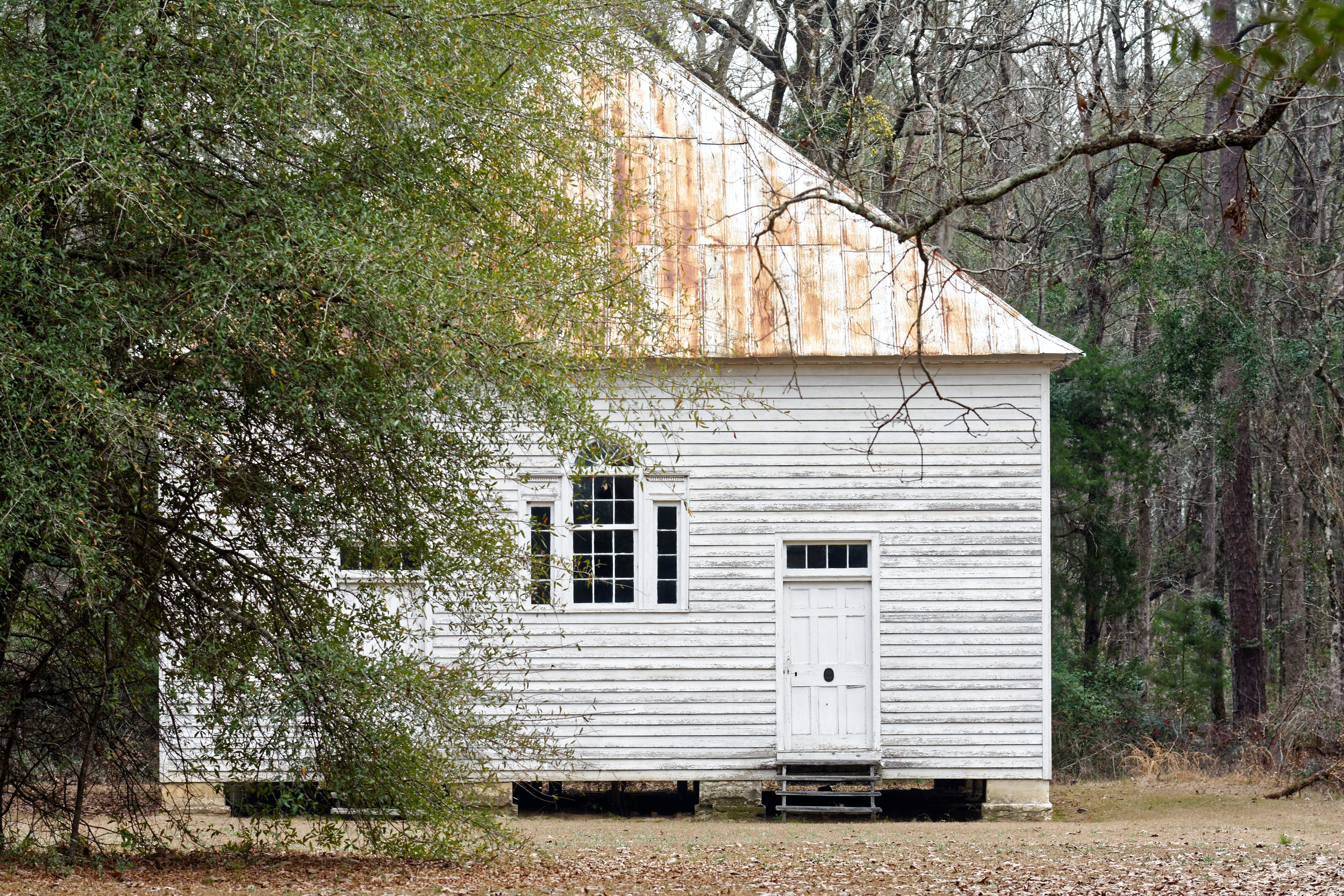
Smyrna Baptist Church
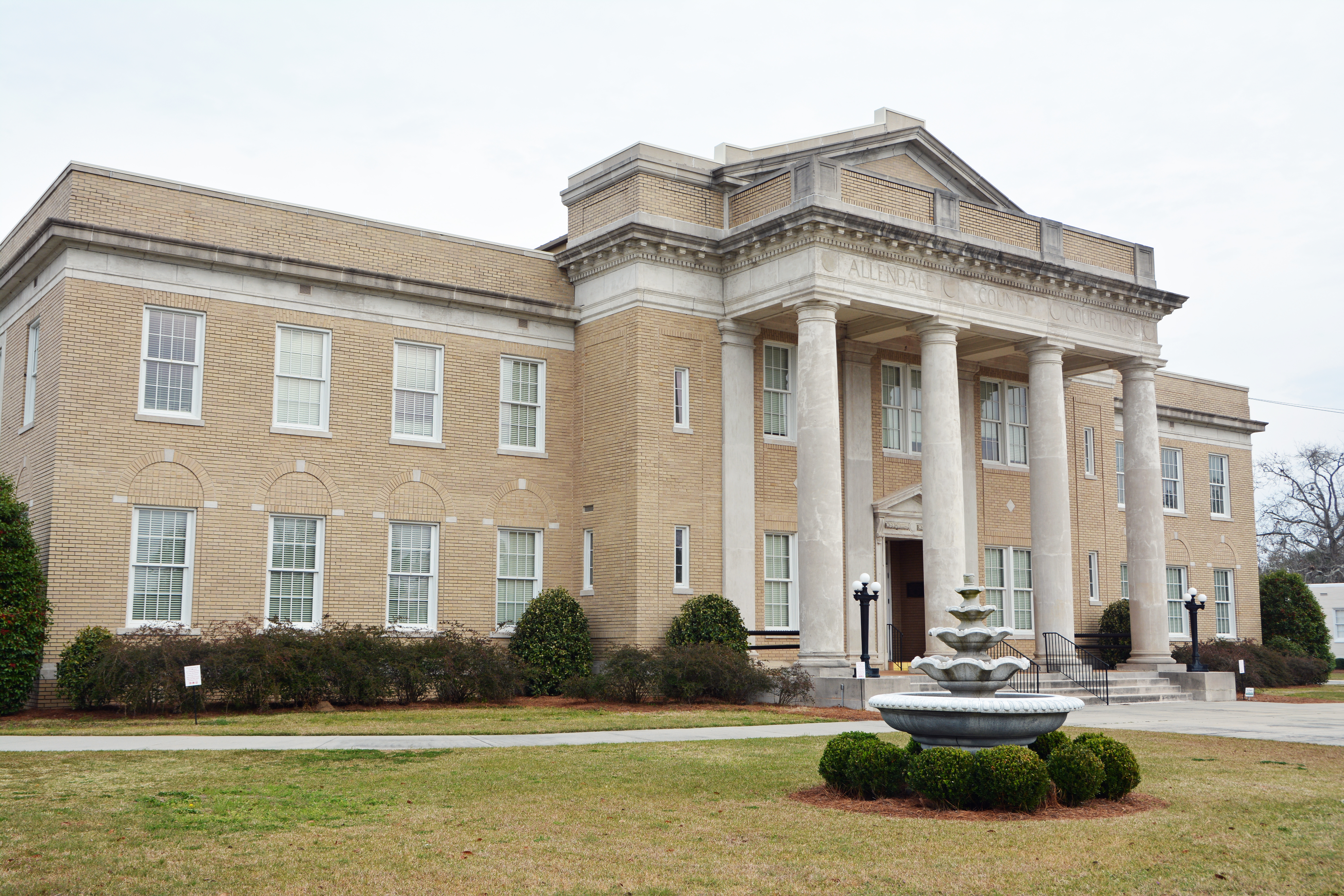
Allendale County Courthouse

## Söhne und Töchter der Stadt
- Bashaud Breeland (* 1992), American-Football-Spieler